# Palanca (Drochia)
Palanca è un comune della Moldavia situato nel distretto di Drochia di 901 abitanti al censimento del 2004

## Località
Il comune è formato dall'insieme delle seguenti località (popolazione 2004):
- Palanca (328 abitanti)
- Holoşniţa Nouă (176 abitanti)
- Şalvirii Noi (397 abitanti)